# 後藤佑太郎
後藤 佑太郎（ごとう ゆうたろう）は、NHKのアナウンサー。

## 略歴
神奈川県逗子市出身。慶應義塾高等学校、慶應義塾大学法学部卒業。2017年に入局。
初任地は静岡放送局。2020年8月に熊本放送局へ異動。

## 嗜好・挿話
- 小学1年生から大学4年生まで剣道を続け、段位は四段である[4][5]。
- 趣味はランニング[6]、スキューバダイビング、歌モノマネ[注釈 1]。
- 『クマロク!』の出演者紹介ページで、「2023年4月から新しくパパになる予定です。（中略）最近全くテレビに出てこない後藤がまだ熊本にいることに驚いているかと思います。新キャスターですが、育休をとっております。どうぞみなさん6月からよろしくお願いします。」とコメントを出している[7]。その後、6月7日から石井隆広と隔週で水曜から金曜のキャスターを担当している。
- 2023年6月8日放送の『クマロク!』では、子育て・教育に関する悩みについてのニュースで、妻と息子が取材先で出演した[8][9]。
- 2023年6月27日放送の『クマロク!』で人吉市出身の内村光良にインタビュー（ナレーションは福岡局の姫野美南・当時）をした。また、『ロクいち!福岡』（福岡県向け）でも同日に放送された。

## 現在の担当番組
- 首都圏ネットワーク（リポーター：2025年4月 - ）
- 首都圏ニュース845（キャスター：2025年4月 - ）

## 過去の担当番組
静岡放送局時代（2017年6月 - 2020年8月）
- 静岡県のニュース・気象情報等
- たっぷり静岡（2019年4月 - 2020年3月） - リポーター[10][注釈 2]
- うまいッ! 「果実より甘い!朝どれ“とうもろこし”〜静岡県森町〜」（2018年7月1日） - リポーター[11]
- NHKジャーナル - ジャーナル地域発 
  - 「少年戦車兵 記憶の継承を」（2018年11月6日） - リポーター[12]
  - 「進む社内コミュニケーション改革・静岡」（2020年5月14日） - リポーター[13]
- あさイチ「JAPA-NAVI 静岡・西伊豆」（2019年8月22日） - リポーター[14]
- 静岡スペシャル 「熱くなれ静岡！ラグビーワールドカップ2019」（2019年9月19日）[15]
- ○○推し!中部推し!静岡スペシャル「まくらで戦う」（2020年4月24日）[16]
- BOSAI ニュージェネレーション（ラジオ第1、2020年8月29日） - MC[17]

熊本放送局時代（2020年8月 - 2024年度）
- 九州沖縄のニュース・気象情報（15時台ブロック枠：2020年9月9日、2022年6月8日） - 応援派遣要員
- はっけんラジオ（R1：2020年9月9日、2022年6月8日） - 福岡局より
- ニュース845福岡（2020年9月9日、2022年6月8日） - 応援派遣要員
- ラジオニュース（R1・FM：九州沖縄）の泊まり勤務担当（2020年9月10日 - 11日、2022年6月9日 - 10日、2023年7月11日 - 12日） - 応援派遣要員
- NHKジャーナル 「シリーズ『熊本地震から5年』①【被災者支援の課題】」（2021年4月14日） - リポーター[18]
- あさイチ「愛（め）でたいnippon 火の国・熊本の夏をめでる!」（2022年7月21日） - リポーター
- クマロク!（月曜 - 金曜・隔週、2023年6月7日 - 2025年3月21日）（石井隆広と隔週交代で担当[19]）
  - GKタイムカプセル（ナレーション）
  - ことば塾（講師）
  - 2021年度は、法性亮太と交互でスポーツキャスター。
  - 2022年度までは、稲塚貴一のキャスター代行などで出演経験あり。
  - 2023年度は、水曜 - 金曜を石井と隔週で担当。
- くまもとの風
  - 「よみがえる阿蘇の魂 〜楼門復旧への7年〜」（2023年12月8日） - キャスター
  - 「現場ルポ“TSMCバブル”」（2024年3月8日） - キャスター・語り
- 令和6年能登半島地震の災害報道対応による金沢放送局への応援派遣
  - 能登半島地震石川県のニュース・ライフライン情報、かがのとイブニング（2024年1月16日） - 小松市粟津温泉から中継リポート
  - 能登半島地震石川県のニュース・ライフライン情報、かがのとイブニング（2024年1月17日） - 七尾市から中継リポート
  - 能登半島地震石川県のニュース・ライフライン情報（2024年1月19日） - ニュースリーダー（ライフライン情報のみ）
- ニュース845くまもと（ローテーション制）
- 熊本県のニュース・気象情報・中継・リポート[20]
- クマロク!645（不定期）

東京アナウンス室時代（2025年度 - ）

## 同期のNHKアナウンサー
- 片平和宏
- 是永千恵
- 瀬戸光
- 鳥山圭輔
- 中原真吾
- 堀菜保子（退職→みずほリサーチ&テクノロジーズ→東京大学大学院教育学研究科）
- 増村聡太
- 松井大
- 森田茉里恵
- 矢崎智之
- 山内泉